# Gewürztraminer

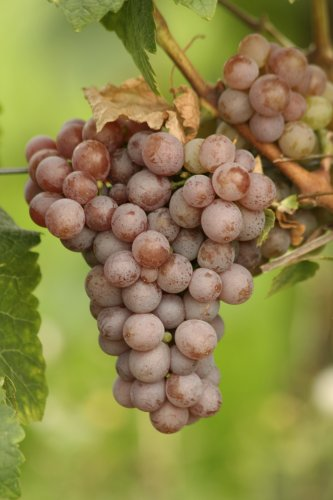
Gewürztraminer

Gewürztraminer, auch Roter Traminer oder Gelber Traminer genannt, ist eine Weißweinsorte mit gelb-rötlichen Beeren. Im Anbaugebiet Baden ist auch die Bezeichnung Klevner bzw. Clevner zugelassen. Generell werden je nach Beerenfarbe verschiedene Spielarten unterschieden (rote Beeren: Roter Traminer, hellrot/gelb-rosa: Gewürztraminer, gelblich: Gelber Traminer), die jedoch alle als Gewürztraminer bezeichnet werden dürfen. Im Elsass wird die Rebsorte Gewurztraminer oder kurz Gewur(t)z genannt. Der Name stammt von Tramin in Südtirol, wo Weine seit dem 11. Jahrhundert unter diesem Namen dokumentiert sind. In Deutschland ist der Anbau der Rebsorte um das Jahr 1500 im Mischsatz (z. B. mit Riesling) festgehalten. Gewürztraminer ergibt sehr aromatische Weine, die im Duft an Rosenblüten und an Litschi erinnern.

## Herkunft
Die Herkunft des Gewürztraminers dürfte nördlich der Alpen liegen. Dies belegen Analysen von Traubenkernfunden. Ein Genabgleich von Edelsorten, Wildreben und verwilderten Reben ergibt ein ähnliches Bild.

## Anbau
Der säurearme Gewürztraminer reift bei eher niedrigen Erträgen mittelspät, erreicht hohe Mostgewichte und zeichnet sich durch intensive Aromen aus. Rose, Litschi, Kumquat, Bitterorange und Marzipan sind sortencharakteristische Geschmacks- bzw. Geruchsnoten. Die Rebe stellt hohe Ansprüche an Lage und Boden; letzterer soll leicht erwärmbar, tiefgründig und nicht zu trocken sein. Die Sorte neigt zur Bildung von Geiztrieben. Im Falle einer Infektion mit der durch Fadenwürmer übertragenen Reisigkrankheit ist der Ernteausfall stärker als im Mittel verglichen mit anderen Rebsorten.
Die Rebsorte ist anfällig für Mutation, deshalb gibt es eine Vielfalt von Spielarten.
Angebaut wird der Gewürztraminer in
- Frankreich: 3.040 ha, davon 3.036 im Elsass (Stand 2007)[9][9]
- Vereinigte Staaten: Kalifornien 636 Hektar[10] (1.590 acre), Oregon 700 ha
- Deutschland: 936 ha (Stand 2015)
- Ungarn: 772 ha (2010)[11]
- Österreich: 700 ha
- Australien: 840 ha (Quelle: Australian Government)[12]
- Italien: 500 ha, davon 150 ha in Südtirol
- Südafrika: 300 ha
- Neuseeland: Im Jahr 2008 lag die bestockte Rebfläche bei noch steigender Tendenz bei 316 Hektar.[13] Im Jahr 2007 lag die Rebfläche noch bei 293 Hektar.[14]
- Kroatien: 200 ha
- Schweiz: 50 ha (Stand 2014)[15]
- Luxemburg: 19,4 ha (Stand 2008)[16]
- Kanada
- Golanhöhen
- Tschechien
- Slowakei[17]
- Chile[18]

### Verbreitung in Deutschland
| Anbaugebiet          | Rebfläche in ha (2015) |
| -------------------- | ---------------------- |
| Deutschland          | 936                    |
| Rheinland-Pfalz      | 617                    |
| Pfalz                | 404                    |
| Rheinhessen          | 169                    |
| Nahe                 | 29                     |
| Mosel                | 12                     |
| Mittelrhein          | 2                      |
| Baden-Württemberg    | 214                    |
| Württemberg          | 65                     |
| Baden                | 147                    |
| Bayern (Franken)     | 40                     |
| Hessen               | 12                     |
| Hessische Bergstraße | 5                      |
| Rheingau             | 8                      |
| Neue Bundesländer    | 53                     |
| Sachsen-Anhalt       | 24                     |
| Thüringen            | 3                      |
| Sachsen              | 27                     |

## Synonyme

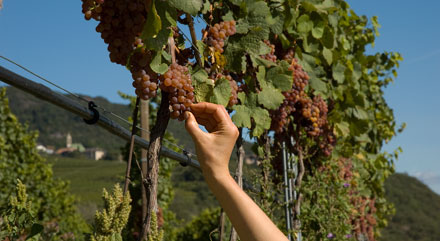
Gewürztraminer Rebanlage in Tramin

Synonyme 207: Auvernas Rouge Clair, Blanc Brun, Blanc Court, Bon Blanc, Braunes, Cehrayi Traminer, Christkindelstraube, Christkindlestraube, Christkindltraube, Clevener, Cleverner, Clevner, Crescentia Rotundifolia, Crevena Ruziva, Crovena Ruzica, Crvena Ruzica, Crveni Traminac, Diseci Traminec, Diseci Traminer, Dreimaenner, Dreimaennertraube, Dreimannen, Dreipfennigholz, Drumin, Drumin Ljbora, Ducistiy Traminer, Duret Rouge, Dushistiy, Dushisty, Dushistyi, Dushistyj, Dushistyj Traminer, Dusistiy, Edeltraube, Fermentin Rojo, Fermintin Rouge, Fleischrot, Fleischroth, Fleischvainer, Fleshvainer, Formenteau, Formentin Rouge, Fourmenteau Rouge, Fraenkisch, Fraenkischer, Fragrant Traminer, French, Frenscher, Frentsch, Frentsch Dreipfennigholz, Frentschentraube, Fromente Rose, Fromenteau Rouge, Fuesyeres Tramini, Fueszeres Tramini, Gelber Traminer, Gentil Aromatique, Gentil Rosa Aromatica, Gentil Rose Aromatique, Gentil-Duret Rouge, Gentile Blanc, Gentin Rose Aromatique, Gewurtz Traminer, Gewurztraminer, Gringet, Gris Rouge, Haida, Haiden, Heida, Heiligensteiner Klevner, Kirmizi Traminer, Klaebinger, Klaevner, Klavner, Kleinbraeunigen, Kleinbraun, Kleinbrauner, Kleiner Traminer, Kleintraminer, Kleinwiener, Klevner Von Heiligenstein, Livora Cervena, Liwora Cervena, Mala Dinka, Marziminer, Marzimmer, Mirisavi Traminac, Nature, Nature Rose, Noble Rose, Nuernberger, Nuernberger Rot, Paien, Pinat Cervena, Piros Tramini, Piros Traminire, Pirostramini, Plant Paile, Princ Cerveny, Ptinc Cerveny, Raminer Rozovyi, Ranfoliza, Red Traminer, Roethlichter, Roetlichter, Romfoliza, Rosentraminer, Rotclevner, Rotedel, Roter Nuerberger, Roter Nuernberger, Roter Traminer, Rotfranke, Rothedel, Rothedl, Rother Clevner, Rother Klevner, Rother Muskattraminer, Rother Nuernberger, Rother Riesling, Rother Traminer, Rothfranke, Rothfranken, Rothklaeber, Rothklaevner, Rothklauser, Rothweiner, Rothwiener, Rotklaevler, Rotklauser, Rotklevner, Rousselet, Rousselett, Runziva, Rusa, Ruska, Ryvola, Salvagnin, Sandtraminer, Sauvagnin, Savagnin, Savagnin Blanc, Savagnin Jaune, Savagnin Rosa Aromatica, Savagnin Rosa Aromatique, Savagnin Rose, Savagnin Rose Aromatique, Savagnin Rose Musque, Savanen Roz, Schieltraminer, St. Clausler, St. Klauser, Svenic, Termeno Aromatica, Termeno Aromatico, Tirolensis, Tokaner, Tokayer, Tramente Rose, Tramin, Tramin Cervene, Tramin Cerveny, Tramin Korenny, Tramin Rosiu, Tramin Rozovii, Traminac, Traminac Crveni, Traminac Diseci, Traminac Mirisavi, Traminac Mirisavi Crveni, Traminac Sivi, Traminec, Traminer, Traminer Aromatico, Traminer Aromatique, Traminer Epice, Traminer Gelber, Traminer Musque, Traminer Parfume, Traminer Pink, Traminer Red, Traminer Rosa, Traminer Rose, Traminer Rose Aromatique, Traminer Rosiu, Traminer Roso, Traminer Rosso, Traminer Rot, Traminer Roter, Traminer Roth, Traminer Rother, Traminer Rouge, Traminer Roz, Traminer Rozovii, Traminer Rozovij, Traminer Rozovyi, Traminer Rozovyj, Traminer Rozowy, Tramini, Tramini Piro, Tramini Piros, Tramini Ruzh, Trammener, Tramminner, Variana, Wachenheimer Traminer, Weisser Traminer.